# Strophes pour se souvenir

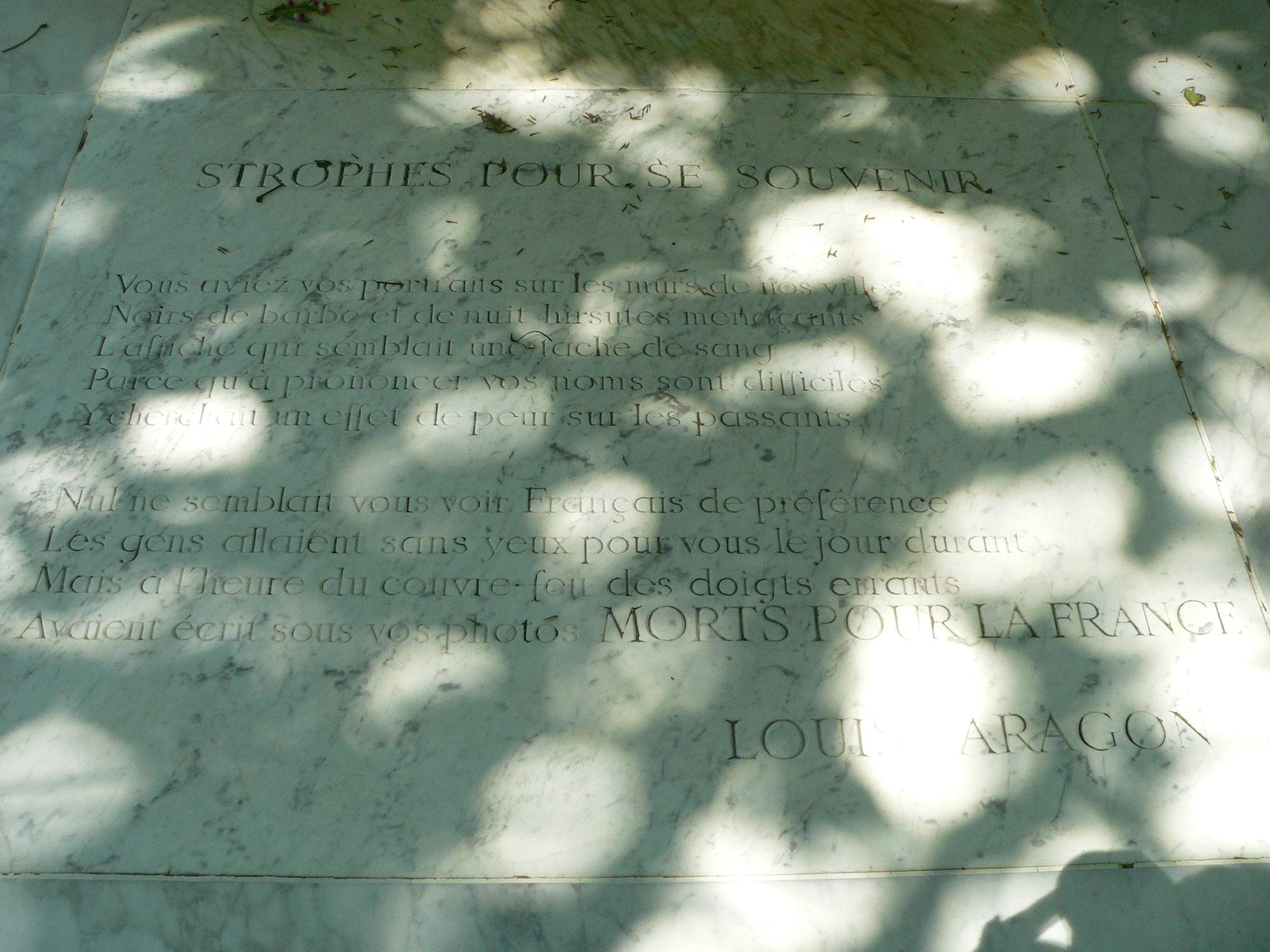
Extrait inscrit sur le monument aux morts de la MOI dressé au cimetière du Père-Lachaise.

Strophes pour se souvenir est un poème de Louis Aragon écrit en 1955 en hommage aux résistants FTP-MOI (Francs-tireurs et partisans - Main-d'œuvre immigrée), rebaptisé et mis en musique par Léo Ferré en 1961 comme L'Affiche rouge, évoquant l'affiche de propagande antisémite de Vichy et des nazis les montrant comme des gangsters.

## Genèse
Le poème est écrit deux ans après la mort de Staline, survenue le 5 mars 1953, dans les suites des procès de Prague, qui ont vu les anciens membres du Komintern jugés coupables de « cosmopolitisme » et « donc » de trotskisme, tel l'ex-dirigeant de la MOI Artur London, être l'objet de purges fortement teintées d'anti-sémitisme, comme le racontera en 1970 le film L'Aveu.
Dans ce contexte, en 1953, un ancien membre des FTP MOI de Toulouse, l'éminent biologiste Claude Lévy, devenu un collaborateur de Frédéric Joliot-Curie, rédige dix nouvelles avec son frère aîné l'éditeur d'art Raymond Lévy qui était dans la même 35e brigade FTP-MOI. Une de ces dix nouvelles, reprenant des épisodes authentiques de la Résistance, raconte l'histoire de Missak Manouchian et son groupe, occultée par la direction communiste internationale depuis le début des années 1950 après qu'en 1950 Paul Éluard a publié Légion, un poème « à la mémoire de vingt-trois terroristes étrangers torturés et fusillés à Paris par les Allemands », suivi en 1951 du livre de deux cents pages illustré et en couleur Pages de gloire des 23, préfacé par l'ancien commandant en chef des FTP Charles Tillon.
Communistes, les frères Lévy rejettent les offres de différents éditeurs pour s'adresser aux Éditeurs français réunis, maison d'édition liée au PCF. Son directeur, Louis Aragon, leur répond : « On ne peut pas laisser croire que la Résistance française a été faite comme ça, par autant d'étrangers. Il faut franciser un peu », moyennant quoi l'ouvrage est édité. Déjà aux premiers lendemains de la Libération, Aragon pensait pouvoir « nationaliser » la Résistance et dénonçait un artefact causé dans l'opinion publique par la propagande de l'Affiche rouge « portant les images déformées d'hommes nés hors de France et morts pour la France ».
Une histoire vraie reçoit le prix Fénéon de l'année 1953. Discipliné, Claude Lévy attendra seize ans pour publier le récit de la traque de son unité par la police française, l'abandon de son colonel par sa direction et l'oubli dans lequel ont vécu ses camarades survivants.
Toutefois, il réunit un comité de soutien à la proposition formulée le 15 mars 1951 par les conseillers municipaux du 20e arrondissement Albert Ouzoulias, ex soldat de Missak Manouchian, et Madeleine Marxin, pour qu'une rue de Paris reçoive le nom de « Groupe Manouchian ». Il est entendu et, le 28 octobre 1954, la mairie de Paris vote la réunion des impasses Fleury et du Progrès, dans le 20e arrondissement, en une unique rue du Groupe-Manouchian. Louis Aragon est invité à l'inauguration mais le directeur des Lettres françaises, étant à Moscou, ne reçoit pas l'invitation à temps[réf. nécessaire].
Il se rallie cependant la démarche de Claude Lévy en disant « Utilisez mon nom, demandez-moi ce que vous voulez ». La déstalinisation a changé bien des attitudes. Claude Lévy suggère d'écrire un poème. Aragon termine celui-ci à la fin de l'hiver et l'inauguration a finalement lieu en mars 1955.
Le brouillon de l'écriture de ce poème, de la main d'Aragon, a été conservé dans fonds d'archives du CNRS et montre "les tâtonnements d’Aragon" qui d'abord incorpore l’origine des « vingt et trois étrangers » : « Roumanie Arménie et vous Pologne Espagne », puis décide, à force de ratures de les fondre en un seul groupe sans préciser de nationalité.
Six ans plus tard, Mélinée Manouchian est invitée à Paris chez Léo Ferré et sa femme au début de l'année 1961, avec Aragon et sa femme. Le 18 février 1961, revenue en Arménie, elle écrit pour les remercier.
Dans leur édition de "L'Œuvre poétique" en quinze volumes (Livre Club Diderot, 1974-1981), Lionel Follet et Édouard Ruiz retranchent ce poème du "Roman inachevé" et changent sa date de publication pour revenir à celle de 1955 dans LHumanité avec son titre initial, sans expliquer pourquoi, ce qui reflète "la persistance d’un certain malaise" selon le philosophe et médiologue français Daniel Bougnoux.

## Du poème à la chanson
Ce poème paraît une première fois le 5 mars 1955 sous le titre Groupe Manouchian à la une du journal communiste L'Humanité.
Pour l'écrire, Louis Aragon a paraphrasé la dernière lettre que le poète Missak Manouchian, commissaire militaire de la MOI, nommé en août 1943 et arrêté par la police française le 16 novembre suivant, a écrite le 21 février 1944 à sa femme Mélinée depuis la prison de Fresnes, deux heures avant d'être fusillé au Mont-Valérien. Cette lettre était connue depuis qu'elle avait été lue, pour la première fois, à la radio et au théâtre par Madeleine Renaud[Quand ?] et qu’Emmanuel d'Astier de la Vigerie l'avait éditée, pour la première fois, dans son journal Libération[Quand ?].
Le texte d'Aragon fait référence à l'Affiche rouge que le gouvernement de Vichy avait placardée à quinze mille exemplaires, en février 1944 mais gomme toute allusion à la nature et l'objectif de cette affiche : une campagne de propagande antisémite, associant le gouvernement français et l'armée d'occupation allemande[réf. nécessaire].
En reprenant simplement l'idée que les fusillés étaient des étrangers « français de préférence », il ne se montre pas tout à fait indemne du discours de propagande raciste qu'il dénonce sans le présenter, puisque Robert Witchitz, dont le portrait apparaît sur l'affiche, était français de naissance, comme deux des autres fusillés, Roger Rouxel et Georges Cloarec, mais il est vrai que le service du Comité d’action antibolchévique qui a conçu et édité le document a pris soin de ne pas y faire figurer ces derniers, leurs noms étant par trop français ou breton[réf. nécessaire].
Il ne dit rien de l'antisémitisme qui a été au cœur de la campagne de l'Affiche rouge : sept des dix des fusillés y sont portraiturés comme Juifs, alors que pour la plupart, bien qu'Ashkénazes d'origine, ils avaient tous rejeté le judaïsme et s'étaient engagés dans un athéisme radical[réf. nécessaire]. Aragon reprend en outre une petite erreur factuelle commise par Missak Manouchian lui-même, mal informé du déroulement de son exécution. Seuls vingt-deux des membres du groupe furent fusillés au Mont-Valérien le 21 février 1944 : Olga Bancic, parce qu'elle était la mère d'une petite fille et que la loi allemande réservait la mort par les armes aux seuls hommes, vit surseoir à sa peine pour être finalement décapitée le 10 mai 1944 dans une prison de Stuttgart.
Aragon s'est aussi inspiré de la dernière lettre de Tony Bloncourt, condamné au procès du Palais Bourbon et fusillé au Mont-Valérien le 9 mars 1942 à l'âge de vingt et un an. Le poème en reprend la formule : « Je suis sans haine pour les Allemands qui m’ont condamné et je souhaite que mon sacrifice puisse leur profiter aussi bien qu'aux Français », rendue célèbre dès 1942 par la presse américaine. Missak Manouchian exprime en effet dans sa lettre la même idée.
Le poème est publié en 1956 dans le recueil Le Roman inachevé, sous le titre « Strophes pour se souvenir ».
Léo Ferré met en musique ce poème à l'hiver 1958-59, dans le cadre d'un album qu'il désire consacrer au recueil d'Aragon. Il s'en ouvre publiquement au micro de Luc Bérimont, poète et romancier, animateur de l'émission radiophonique Avant-premières sur Paris-Inter, et ce dès janvier 1959 (voir album La Mauvaise Graine). Ce projet est retardé et la chanson est finalement enregistrée en janvier 1961 sous le titre L'Affiche rouge, et publiée sur l'album Les Chansons d'Aragon en février 1961. C'est sous ce titre que le poème est désormais le plus célèbre. Dans son enregistrement, Ferré se fait accompagner par un chœur mixte a cappella, nimbant le texte de solennité et de grandeur. La chanson est interdite d'antenne jusqu'à ce que François Mitterrand, le 29 juillet 1982, mette fin au monopole que l'État exerçait jusqu'alors sur la diffusion radiophonique.

## Analyse du texte
Constitué de sept quintils en alexandrins, le poème s’inscrit dans la tradition littéraire des oraisons funèbres. Le titre Strophes pour se souvenir annonce la nature du projet de l'auteur, utiliser la forme poétique (« Strophes ») pour lutter contre l’oubli de tous les étrangers morts pour la France et contre la banalisation du mal (« pour se souvenir »).
Le poème produit son effet en alternant, quasiment sans indication donnée au lecteur sinon un anonyme « l'un de vous s'écria », plusieurs lieux opposés. Il passe ainsi du point de vue du narrateur (« le cœur me fend »), à la prise de parole par le fusillé (« je te dis d'avoir un enfant »), suggérant de façon subliminale une identification entre soi et l'étranger. Il alterne la vision qu'a le fusillé du paysage d'hiver sur Paris, qui peut être aussi bien celle qu'a l'auteur en train de composer son poème à l'hiver 1955, « onze ans déjà » ayant passé, et l'imaginaire d'un Orient lointain, « en Erivan ».
Ce faisant, l'auteur construit la problématique, qui fait le fond du poème, de la position du sujet face à l'engagement jusqu'au sacrifice de sa vie, celle que pose l'étranger franc-tireur qui combat pour la France et s'écrie « Où je meurs renaît la patrie ». Il ouvre ainsi le lecteur à un combat pour une cause universelle qui s'inscrit dans une histoire nationale mais la dépasse, problématique d'un roman national qui est celle du Roman inachevé. Le poème touche tout simplement parce qu'en substituant subtilement les sujets, fusillé, auteur, lecteur, il parle, en mêlant les champs lexicaux, d'un épisode très singulier vécu par des inconnus avec les accents d'amour et de mort d'une histoire universelle.[réf. nécessaire]

## Texte de Missak Manouchian
« 21 février 1944, Fresnes.

Ma chère Méline, ma petite orpheline bien aimée,

[…] je meurs à deux doigts de la victoire et du but. Bonheur à ceux qui vont nous survivre et goûter la douceur de la Liberté et de la Paix de demain. Je suis sûr que le peuple français et tous les combattants de la Liberté sauront honorer notre mémoire dignement. Au moment de mourir, je proclame que je n’ai aucune haine contre le peuple allemand […].
Bonheur ! à tous ! J’ai un regret profond de ne pas t’avoir rendue heureuse, j’aurais bien voulu avoir un enfant de toi, comme tu le voulais toujours. Je te prie donc de te marier après la guerre, sans faute, et avoir un enfant pour mon honneur et pour accomplir ma dernière volonté, marie-toi avec quelqu’un qui puisse te rendre heureuse
[…]

Tu apporteras mes souvenirs, si possible, à mes parents en Arménie. Je mourrai avec 23 camarades tout à l’heure avec le courage et la sérénité d’un homme qui a la conscience bien tranquille, car personnellement, je n’ai fait mal à personne et si je l’ai fait, je l’ai fait sans haine. Aujourd’hui, il y a du soleil. C’est en regardant au soleil et à la belle nature que j’ai tant aimée que je dirai adieu à la vie […].
Manouchian Michel. »

Conformément à son souhait de mourir « en regardant au soleil », Michel Manouchian, comme son camarade Celestino Alfonso, a refusé d'avoir les yeux bandés.